# Paul Zichner
Paul Zichner (* 6. März 1989 in Dresden) ist ein deutscher Schauspieler.

## Leben
Paul Zichner wurde kurz vor dem Fall der Mauer in der DDR geboren und verbrachte seine Kindheit und Jugend in Dresden. Erste Theatererfahrungen sammelte er als Komparse und später im Jugendclub am Staatsschauspiel Dresden, etwa in Die Brüder Löwenherz in der Regie von Julia Hölscher.
Nach seinem Abitur am Beruflichen Schulzentrum für Technik in Pirna ging er nach Frankfurt am Main. Von 2010 bis 2014 studierte er dort Schauspiel an der Hochschule für Musik und Darstellende Kunst Frankfurt am Main. Schon während seines Studiums spielte er am Staatstheater Darmstadt, am Staatstheater Mainz und am Theater und Orchester Heidelberg. Des Weiteren führte ihn 2013/14 eine Zusammenarbeit mit Constanze Becker in Fegefeuer in Ingolstadt und Stephan Kimmig in Der Idiot ans Schauspiel Frankfurt. Dort war er von 2014 bis 2016 Ensemblemitglied im SchauspielStudio, woraufhin ihn Intendant Oliver Reese ein weiteres Jahr ins feste Ensemble holte. In dieser Zeit arbeitete er u. a. mit Michael Schweighöfer, Hans Block und Kay Voges.
Mit der Spielzeit 2017/2018 folgte er Oliver Reese ans Berliner Ensemble, wo er seitdem fest engagiert ist. Mit Reese verbindet Zichner eine lange Zusammenarbeit, er spielte in fünf Inszenierungen von ihm. Für eine davon wurde er 2018 in der Kritikerumfrage von Theater heute als bester Nachwuchsschauspieler nominiert – Panikherz nach dem Roman von Benjamin von Stuckrad-Barre, mit Musik von Udo Lindenberg, mit dem er bei einer Show live gemeinsam gesungen hat. Während seines Engagements am Berliner Ensemble arbeitete er außerdem u. a. mit Michael Thalheimer, Simon Stone, Ersan Mondtag, Luk Perceval, David Bösch und Nanouk Leopold zusammen. In der Inszenierung Gespenster von Mateja Koležnik spielte er Osvald, den Sohn der Helene Alving (Corinna Kirchhoff).
Seit 2021 widmet sich Zichner auch der Arbeit vor der Kamera. So war er in der RTLplus-Serie Das Haus der Träume in der Regie von Sherry Hormann und Umut Dağ als Gerd Helbig zu sehen. Außerdem arbeitete er mit Regisseurin Anika Decker in Liebesdings und spielte jeweils kleine Rollen in Polizeiruf 110: Hexen brennen, sowie in Sophie Linnenbaums erfolgreichem Spielfilm-Debüt The Ordinaries.
Zichner ist darüber hinaus als Hörspielsprecher tätig, so 2021 in Noam Brusilovskys Testo Junkie nach dem Roman von Paul B. Preciado, als Ronald M. Schernikau im Hörspiel Die Schönheit. Der kommunistische Autor Ronald M. Schernikau und im Hörspiel Wolfwelt von Gerhild Steinbuch, das für den Deutschen Hörspielpreis der ARD nominiert wurde. Außerdem ist er seit 2021 im Hauptcast der ARD Audio Original-Produktion Lost in Neulich – Kein Dorf für Anfänger zu hören.
Zichner lebt in Berlin.

## Theater (Auswahl)
- 2013: Der Idiot von Fjodor Dostojewski, Regie: Stephan Kimmig, Schauspiel Frankfurt
- 2014: Mysterien von Knut Hamsun, Regie: Hans Block, Schauspiel Frankfurt
- 2014: Peter Pan von J. M. Barrie, Regie: Michael Schweighöfer, Schauspiel Frankfurt
- 2015: Der zerbrochene Krug von Heinrich von Kleist, Regie: Oliver Reese, Schauspiel Frankfurt
- 2015: Die Wiedervereinigung der beiden Koreas von Joël Pommerat, Regie: Oliver Reese, Schauspiel Frankfurt
- 2015: Krabat von Otfried Preußler, Regie: Karin Drechsel, Schauspiel Frankfurt
- 2016: Der goldene Fleiss von Alexander Eisenach, Regie: Daniel Förster, Schauspiel Frankfurt
- 2016: Königin Lear von Tom Lanoye, Regie: Kay Voges, Schauspiel Frankfurt
- 2017: Der kaukasische Kreidekreis von Bertolt Brecht, Regie: Michael Thalheimer, Berliner Ensemble
- 2017: Eine Frau von Tracy Letts, Regie: David Bösch, Berliner Ensemble
- 2018: Ballroom Schmitz von Clemens Sienknecht, Barbara Bürk, Regie: Clemens Sienknecht, Barbara Bürk, Berliner Ensemble
- 2018: Panikherz von Benjamin von Stuckrad-Barre, Regie: Oliver Reese, Berliner Ensemble
- 2018: Eine griechische Trilogie von Simon Stone, Regie: Simon Stone, Berliner Ensemble
- 2019: Baal von Bertolt Brecht, Regie: Ersan Mondtag, Berliner Ensemble
- 2020: Gespenster von Henrik Ibsen, Regie: Mateja Koležnik, Berliner Ensemble
- 2021: wagner – der ring des nibelungen (a piece like fresh chopped eschenwood) von Thomas Köck, Regie: Ersan Mondtag, Berliner Ensemble
- 2022: Exil von Lion Feuchtwanger, Regie: Luk Perceval, Berliner Ensemble
- 2022: ROT von Clemens J. Setz, Regie: Kristina Seebruch, Berliner Ensemble
- 2022: Iwanow von Anton Tschechow, Regie: Yana Ross, Berliner Ensemble
- 2023: Phädra, in Flammen von Nino Haratischwili, Regie: Nanouk Leopold, Berliner Ensemble

## Filmografie
- 2021: The Ordinaries (Regie: Sophie Linnenbaum)
- 2021: Liebesdings (Regie: Anika Decker)
- 2021: Polizeiruf 110: Hexen brennen (Fernsehreihe, Regie: Ute Wieland)
- 2021–2022: Das Haus der Träume (Fernsehserie, Regie: Sherry Hormann, Umut Dağ)
- 2024: Die Notärztin (Fernsehserie)

## Hörspiele (Auswahl)
- 2021: Testo-Junkie, Regie: Noam Brusilovsky (SWR)
- 2021: Wolfwelt, Regie: Henri Hüster (Hörspiel, Deutschlandfunk Kultur)
- 2021: Die Schönheit. Der kommunistische Autor Ronald M. Schernikau, Regie: Johanna Tirnthal und Richard Pfützenreuter (Hörspiel, WDR/ORF)
- 2021: Einfach so, Regie: Andreas Meinetsberger (Hörspiel, WDR 3)
- 2022: Nur die Tiere, Regie: Beatrix Ackers (Hörspiel, Deutschlandfunk Kultur)
- 2022: Protagonisten im Rollstuhl – Menschen mit Behinderung und die Literatur, Regie: Beatrix Ackers (Feature, Deutschlandfunk Kultur)
- 2021–2023: Lost in Neulich – Kein Dorf für Anfänger, Regie: Anja Herrenbrück, Roman Neumann (Hörspiel-Serie, ARD Audiothek Original)